# LILITH-IZM
『LILITH-IZM』（りりす いずむ）は、日本のアダルトゲームブランド・リリスによるオムニバス形式のシリーズ作品集である。
2008年の第一作から2012年の最新作まで、合計8作品がリリースされている。

## 概要
「LILITH-IZM」は過去にリリースされた作品の「外伝」という位置づけの派生作品を収録する新作オムニバス集。
原作のレーベル枠に関わらず、基本的にはLilithレーベルにてリリースされるが、Black Lilithの『LILITH-IZM06』やANIME Lilithの『LILITH-IZM08』のようにレーベルカラーに合わせて各レーベル枠からリリースされる場合もある。
リリスから2004年から2006年にリリースされた「リリスベストセレクション」も同様にオムニバス作品であるが、セレクションの示すとおり過去作品から抜粋した再録ダイジェスト集であるのに対し、「LILITH-IZM」では過去にリリースされた作品を原作とする新規の作品を収録するオムニバスとなっている（ただし、『LILITH-IZM06』収録の「アンネローゼ&監獄戦艦2the-Anime」のように原作で既出のイベントシーンに動画演出を加えたデジアニメ版の場合もあり、すべてが新規イベントではない）。
なお、例外的に原作を持たない作品もいくつか存在する。
『LILITH-IZM01』に収録の「シニガミ（仮）・外伝」は、発売予定の新作の先行ダイジェスト版（オリジナルストーリー）という位置づけだったが、それ以降の本編リリースがなかった事から、結果的に独立作品となっている。後に『LILITH-IZM05』にも続編の「シニガミ」が新規収録され、セット商品の『ZOL-BOX』にて再収録された際には、それぞれ「第1話」「第2話」の扱いに変更された。
同じく『LILITH-IZM05』に収録の「椿会長のシモベくん」は、過去にリリースされた原作を持たない独立した作品である（題名に「シモベくん」の文字がある『処女のシモベくん♪』『水着のシモベくん』と同シリーズであるかは不明だが、各作品の登場人物と舞台はそれぞれ異なっている）。

## シリーズ一覧
- 2008年1月11日（DL版）/2008年1月18日（PK版）- LILITH-IZM01 〜フェラ編〜 - 「Lilith」レーベル[1]
- 2008年8月22日（DL版）/2008年8月29日（PK版） - LILITH-IZM02 〜中出し/孕ませ編〜 - 「Lilith」レーベル[3]
- 2008年12月22日（DL版）/2008年12月29日（PK版） - LILITH-IZM03 〜IFストーリー編〜 - 「Lilith」レーベル[4]
- 2010年1月22日（DL版）/2010年1月29日（PK版） - LILITH-IZM04 〜褐色編〜 - 「Lilith」レーベル[5]
- 2010年9月24日（DL版）/2010年10月1日（PK版） - LILITH-IZM05 〜大量射精編〜 - 「Lilith」レーベル[6]
- 2011年2月18日（DL版）/2011年2月25日（PK版） - LiLiTH-IZM06 〜デジアニメwithリリー&リリア外伝〜 - 「ANIME Lilith」レーベル[7]
- 2011年7月22日（DL版）/2011年7月29日（PK版） - LILITH-IZM07 〜俺のペット編〜 - 「Lilith」レーベル[8]
- 2012年4月27日（DL版）/2012年4月27日（PK版） - LILITH-IZM08 のぶしと黒IZM - 「BLACK Lilith」レーベル[2]

※略号の「DL版」はダウンロード販売版、「PK版」はパッケージ販売版をそれぞれ表す。

## LILITH-IZM01 フェラ編
『LILITH-IZM01 〜フェラ編〜』は、「口内性交」をテーマとするシリーズ第1弾である。
2008年1月11日にダウンロード版、同年1月18日にパッケージ版がそれぞれ発売された（パッケージ版は5,000本の初回限定生産）。
なお、本作品はDL版PK版の発売に先立って、2007年冬のコミックマーケットで先行販売（PK版）がなされた。
収録作品
- AYAME・外伝
- お祓いお姉さん・外伝
- シニガミ（仮）・外伝
- 魔女狩りの騎士・外伝

### 「AYAME・外伝」
「AYAME・外伝」キャスト
- あやめ：逢川奈々
- 由水：春日アン

「AYAME・外伝」スタッフ
- 企画：EDEN
- シナリオ：松本竜
- 原画：のぶしと

### 「お祓いお姉さん 外伝」
「お祓いお姉さん 外伝」キャスト
- 乙香：榊木春乃
- インク：梅里ミーオ

「お祓いお姉さん 外伝」スタッフ
- 企画・シナリオ：栗栖
- 原画：金目鯛ぴんく

### 「シニガミ（仮）外伝」
「シニガミ（仮）外伝」キャスト
- トウコ：かわしまりの

「シニガミ（仮）外伝」スタッフ
- 企画：笹@
- シナリオ：フレーム
- 原画：ZOL

### 「魔女狩りの騎士 外伝」
「魔女狩りの騎士 外伝」キャスト
- アリア：もえはらぶり

「魔女狩りの騎士 外伝」スタッフ
- 企画：EDEN
- シナリオ：酒井童人
- 原画：御堂つかさ

## LILITH-IZM02 中出し/孕ませ編
『LILITH-IZM02 〜中出し/孕ませ編〜』は、「膣内射精・妊婦フェティシズム」をテーマとするシリーズ第2弾である。
2008年8月22日にダウンロード版、同年8月29日にパッケージ版がそれぞれ発売された。
収録作品
- 処女のシモベくん♪ 外伝
- 対魔忍アサギ 外伝 the Nightmare

### 「処女のシモベくん♪ 外伝」
「処女のシモベくん♪ 外伝」キャスト
- 伊丹遥歩：桜川未央
- 翠川優那：青川ナガレ
- 一条七々緒：緒田マリ

「処女のシモベくん♪ 外伝」スタッフ
- 企画：EDEN
- 原作・シナリオ：松本竜
- 原画：りゅうき夕海

### 「対魔忍アサギ 外伝 the Nightmare」
同作は、ヒロイン・井河アサギから見た第1作『対魔忍アサギ』での出来事を中心とした前半と、『対魔忍アサギ2』の後に生み出されたアサギのクローンと元兵士の男性リカルド・ボーガンの出会いと別れを描いた後半の2部構成である。
「対魔忍アサギ 外伝 the Nightmare」キャスト
- 井河アサギ：中瀬ひな
- 朧：榎津まお

「対魔忍アサギ 外伝 the Nightmare」スタッフ
- 企画・原作：笹＠
- シナリオ：ZEQU
- 原画：カガミ

## LILITH-IZM03 IFストーリー編
『LILITH-IZM03 〜IFストーリー編〜』は、原作本編での展開とは異なる「IFストーリー」をテーマとするシリーズ第3弾である。
2008年12月22日にダウンロード版、同年12月28日にパッケージ版がそれぞれ発売された。
題材は『監獄戦艦 〜非道の洗脳改造航海〜』および『輪姦倶楽部』を原作に、全6編の構成となっている。
収録作品
- 輪姦倶楽部IF 真紀と詩織編
- 輪姦倶楽部IF 知美編
- 輪姦倶楽部IF 千秋編
- 輪姦倶楽部IF 愛子編
- 監獄戦艦IF リエリ編
- 監獄戦艦IF ナオミ編

### 「輪姦倶楽部IF」
「輪姦倶楽部IF」キャスト
- 桂木真紀：草柳順子（真紀と詩織編）
- 中村詩織：紘川琴音（真紀と詩織編）
- 山中知美：安堂りゅう（知美編）
- 雪見千秋：未来羽（千秋編）
- 桂木愛子：紫苑みやび（愛子編）

「輪姦倶楽部IF」スタッフ
- 企画：EDEN（真紀と詩織編）、巫浄スウ（知美編）、神谷道楽（千秋編）、笹@（愛子編）
- シナリオ：フレーム（真紀と詩織編・知美編・愛子編）、神谷道楽（千秋編）
- 原画：すめらぎ琥珀（共通）

### 「監獄戦艦IF」
「監獄戦艦IF」キャスト
- リエリ・ビショップ：榊木春乃（リエリ編）
- ナオミ・エヴァンス：かわしまりの（ナオミ編）

「監獄戦艦IF」スタッフ
- 企画：笹@（共通）
- シナリオ：そのだまさき（共通）
- 原画：カガミ（共通）

## LILITH-IZM04 褐色編
『LILITH-IZM04 〜褐色編〜』は、「褐色肌（日焼け跡）」をテーマに真夏の海水浴場を舞台とするシリーズ第4弾である。
2010年1月22日にダウンロード版、同年1月29日にパッケージ版がそれぞれ発売された。
収録作品
- 対魔忍アサギ 外伝
- Tentacle and Witches 外伝（※『LILITH-IZM06』にも同名の「外伝」がある点に留意）
- 魔法少女イスカ 外伝
- 魔法少女スバル 外伝
- 魔法少女スバル 3D

### 「対魔忍アサギ 外伝」
同作は、井河アサギとその妹さくら、そして仲間の八津紫のバカンスの顛末を描いており、時系列は『対魔忍ムラサキ』と『対魔忍アサギ2』の間である。
「対魔忍アサギ 外伝」キャスト
- 井河アサギ：中瀬ひな
- 井河さくら：黒岩心々
- 八津紫：水瀬沙季

「対魔忍アサギ 外伝」スタッフ
- 企画・プロット：EDEN
- シナリオ：栗栖
- 原画：カガミ

### 「Tentacle and Witches 外伝」(褐色編)
「Tentacle and Witches 外伝」のリリーエンドの後日談となるアダルトゲーム。今作では、壱郎の触手形態での登場は控えめとなっている。
「Tentacle and Witches 外伝」(褐色編)キャスト
- 双葉・リリー・ラムセス：青葉りんご
- 森乃由子：草柳順子
- カヤ・ブランシュ：榎津まお

「Tentacle and Witches 外伝」(褐色偏)スタッフ
- 企画・プロット： 笹山逸刀斎
- シナリオ： フレーム
- 原画：葵渚

### 「魔法少女イスカ 外伝」
「魔法少女イスカ 外伝」キャスト
- イスカ：澄白キヨカ
- 柏木つみき：安堂りゅう

「魔法少女イスカ 外伝」スタッフ
- 企画・プロット： 巫浄スウ
- シナリオ：ZEQU
- 原画：SASAYUKi

### 「魔法少女スバル 外伝」
「魔法少女スバル 外伝」キャスト
- 星崎スバル：花南
- 東雲セッカ：青井美海

「魔法少女スバル 外伝」スタッフ
- 企画・プロット・シナリオ：ZEQU
- 原画：龍炎狼牙

### 「魔法少女スバル 3D」
「魔法少女スバル 3D」スタッフ
- 企画・プロット・シナリオ：ZEQU
- キャラクターデザイン：龍炎狼牙

## LILITH-IZM05 大量射精編
『LILITH-IZM05 〜大量射精編〜』は、「大量射精」をテーマとするシリーズ第5弾である。
：2010年9月24日にダウンロード版、同年10月1日にパッケージ版がそれぞれ発売された。
「LILITH-IZM」シリーズでは、原作を持たない独立作品「椿会長のシモベくん」および「シニガミ」を収録する点が特徴といえる（「シニガミ」は『LILITH-IZM01』に収録の「シニガミ（仮）・外伝」の第2話に相当するが、原作となるべき2008年予定であった本編は未発表）。
収録作品
- シニガミ
- 先生を孕ませよう! 外伝
- 椿会長のシモベくん

### 「シニガミ」
「シニガミ」キャスト
- トウコ・フォン・メッサーシュミット：香澄りょう

「シニガミ」スタッフ
- 企画・原作：笹山逸刀斎
- シナリオ：松本竜
- 原画：ZOL

### 「先生を孕ませよう! 外伝」
「先生を孕ませよう! 外伝」キャスト
- 富樫沙弓羽：紘川琴音
- 花岡都：澄白キヨカ
- 海津綾：安堂りゅう

「先生を孕ませよう! 外伝」スタッフ
- 企画・原作：EDEN
- 原作・シナリオ：フレーム
- 原画：のぶしと

### 「椿会長のシモベくん」
「椿会長のシモベくん」キャスト
- 北条椿：片倉ひな

「椿会長のシモベくん」スタッフ
- 企画・原作：巫浄スウ
- シナリオ：栗栖
- 原画：すめらぎ琥珀

## LILITH-IZM06 デジアニメwithリリー&リリア外伝
『LILITH-IZM06 〜デジアニメwithリリー&リリア外伝〜』は、「デジアニメ」をテーマとするシリーズ第6弾である。
2011年2月18日にダウンロード版、同年2月25日にパッケージ版がそれぞれ発売された。
収録作品
- アンネローゼ the-Anime
- 監獄戦艦2 the-Anime
- Tentacle and Witches 外伝（※『LILITH-IZM04』にも同名の「外伝」がある点に留意）
- 姫騎士リリア 外伝

### 「アンネローゼ the-Anime」
「アンネローゼ the-Anime」キャスト
- アンネローゼ・ヴァジュラ：新世有希乃
- ミチコ・フルーレティ：大花どん
- 李美鳳：緒田マリ

「アンネローゼ the-Anime」スタッフ
- 企画・原作：巫浄スウ
- シナリオ：そのだまさき
- 原画：カガミ

### 「監獄戦艦2 the-Anime」
「監獄戦艦2 the-Anime」キャスト
- アリシア・ビューストレーム：ももぞの薫
- マヤ・コーデリア：氷室百合
- リエリ・ビショップ：榊木春乃

「監獄戦艦2 the-Anime」スタッフ
- 企画・原作：巫浄スウ
- シナリオ：そのだまさき
- 原画：カガミ

### 「Tentacle and Witches 外伝」(デジアニメ)
「Tentacle and Witches 外伝」(褐色編) の後日談となるアダルトゲーム。
「Tentacle and Witches 外伝」(デジアニメ)キャスト
- 双葉・リリー・ラムセス：青葉りんご
- 森乃由子：草柳順子
- カヤ・ブランシュ：榎津まお

「Tentacle and Witches 外伝」(デジアニメ)スタッフ
- 企画・原作：笹山逸刀斎
- シナリオ：松本竜
- 原画：葵渚

### 「姫騎士リリア 外伝」
「姫騎士リリア 外伝」キャスト
- リリア・エーベルヴァイン：非公開
- レイア・エーベルヴァイン：紫苑みやび
- キリコ：緒田マリ

「姫騎士リリア 外伝」スタッフ
- 企画・原作： EDEN
- シナリオ：栗栖
- 原画：ZOL

## LILITH-IZM07 俺のペット編
『LILITH-IZM07 〜俺のペット編〜』は、「調教」（ペットプレイ）をテーマとするシリーズ第7弾である。
2011年7月22日にダウンロード版、同年7月29日にパッケージ版がそれぞれ発売された。
収録作品
- 特務捜査官レイ&風子 外伝 黄龍編
- 発情エクソシスト 外伝
- 魔法少女イスカ 〜interlude〜

### 「特務捜査官レイ&風子 外伝 黄龍編」
「特務捜査官レイ&風子 外伝 黄龍編」キャスト
- 黄龍：榎津まお

「特務捜査官レイ&風子 外伝 黄龍編」スタッフ
- 企画・原作：ZEQU
- 原作・シナリオ：フレーム
- 原画：ZOL

### 「発情エクソシスト 外伝」
「発情エクソシスト 外伝」キャスト
- 國東・清華・エクィテス：佐藤遼佳
- 海姫：榊木春乃
- 青女：雨津さえ

「発情エクソシスト 外伝」スタッフ
- 企画・原作：EDEN
- シナリオ：栗栖
- 原画：すめらぎ琥珀

### 「魔法少女イスカ interlude」
「魔法少女イスカ interlude」キャスト
- イスカ：澄白キヨカ
- セツナ：金松由花
- ヨゾラ：藤堂みさき

「魔法少女イスカ interlude」スタッフ
- 企画・原作・シナリオ：ZEQU
- 原画：SASAYUKi

## LILITH-IZM08 のぶしと黒IZM
『LILITH-IZM08 のぶしと黒IZM』は、のぶしとが原画を担当した作品のみをセレクトした作品集である。
2012年4月27日にダウンロード版・パッケージ版ともに同時発売された。
リリス作品全般において、複数作品を手がける原画家は多数いるが、原画家を基準にパッケージングされたのは、「LILITH-IZM」シリーズでは唯一の例となっている（シリーズ以外の商品では、のぶしと原画の『"汁だく"のぶしとBLACK BOX』やZOL原画の『ZOL-BOX』などのセット商品がある）。
収録作品
- 俺と冴子さんと寝取られメール 外伝
- 魔法少女フェアリーナイツ 外伝
- MISAO 〜淫辱忍法〜 外伝

### 「俺と冴子さんと寝取られメール 外伝」
「俺と冴子さんと寝取られメール 外伝」キャスト
- 常盤冴子：伊東サラ
- 常盤志帆：御苑生メイ

「俺と冴子さんと寝取られメール 外伝」スタッフ
- 企画：栗栖
- 原作・シナリオ：ナオト0083
- 原画：のぶしと

### 「魔法少女フェアリーナイツ 外伝」
「魔法少女フェアリーナイツ 外伝」キャスト
- 姫宮美羽＝フェアリーソード：榎津まお
- 悠木莉緒＝フェアリーランサー：御苑生メイ
- ミダーレ：夏川奈々美

「魔法少女フェアリーナイツ 外伝」スタッフ
- 企画・原作・シナリオ：そのだまさき
- 原画：のぶしと

### 「MISAO 淫辱忍法 外伝」
「MISAO 淫辱忍法 外伝」キャスト
- 雪代操：榊木春乃
- 蛍火：東かりん
- 水瀬すみれ：緒田マリ

「MISAO 淫辱忍法 外伝」スタッフ
- 企画・原作：EDEN
- 原作・シナリオ：ナオト0083
- 原画：のぶしと